# Fanzara
Fanzara település Spanyolországban, Castellón tartományban. Fanzara L'Alcora, Argelita, Ayódar, Espadilla, Lucena del Cid, Onda, Ribesalbes, Sueras, Tales és Vallat községekkel határos. Lakosainak száma 297 fő (2024).

## Népesség
A település népessége az elmúlt években az alábbi módon változott:
| Lakosok száma | 247  | 259  | 280  | 400  | 347  | 323  | 281  | 267  | 273  | 297  |
|               | 2001 | 2004 | 2006 | 2009 | 2011 | 2014 | 2016 | 2019 | 2021 | 2024 |